# Kobariška republika
Kobariška republika je bilo osvobojeno ozemlje v severozahodni Sloveniji s središčem v Kobaridu, ki so ga razglasili uporni Primorci 10. septembra 1943 le dva dni po kapitulaciji Italije. Pokrivala je ozemlje Posočja vse do Gorice na jugu, segala pa je tudi v dolini Nadiže in Tera (ok. 2.750 km²). Obramba je temeljila na vključevanju večjega števila lokalnega prebivalstva v novoustanovljene partizanske čete pod poveljstvom Tigrovcev na čelu s Ferdom Kravanjo (ki pa je bil jeseni 1943 sekretar Okrožnega komiteja Komunistične partije Slovenije) združene v bataljon Andreja Manfrede.
Vrhovni plenum Osvobodilne fronte je 16. septembra 1943 sprejel proglas oziroma odlok o priključitvi slovenskega Primorja k svobodni in združeni Sloveniji. S tem proglasom je bilo mišljeno, da se v Zedinjeno Slovenijo združijo vsa ozemlja, kjer živijo Slovenci; torej tudi Benečija in Rezija.
Takoj po premirju 8. septembra 1943 se je italijanska vojska umaknila globlje v Furlanijo in Italijo, Razpadla je oblast. Že takoj so začele nastajati partizanske čete tudi v Benečiji.
Mario Zdravljič in Danilo Trušnjak – Cek sta že 9. septembra 1943 v Klodiču ustanovila Klodiško četo. 14. septembra je Amedeo Kjačič v Gorenji Mersi ustanovil Šentlenartsko četo. Avgust Čedermac – Kaliž, Mario Manzini in Anton Kručil so na Štupci 12. septembra ustanovili Nadiško četo. Marko Redelonghi je v hribih nad Nemami ustanovil Nimiško četo. Fantje iz Terske doline so 10. oktobra v vasi Mužac povsem samoiniciativno ustanovili partizansko četo. Še ena četa je nastala nad vasjo Plestišča.
20. septembra 1943 je župnik iz Laz Anton Cuffolo v svoj dnevnik zapisal: »Skoraj vsi naši fantje in tudi več starejših mož je stopilo v partizane.« In 21. septembra je dodal: »Srečal sem profesorja Bankiča, ki mi je rekel: »No, kri je le kri! Kdo bi si le mogel misliti, da bi naši ljudje mogli v partizanih postati tako zavedni in navdušeni Slovenci brez najmanjše propagande!«